# Första slaget vid Prestebakke
Slaget vid Prestebakke var ett slag under det Dansk-svenska kriget 1808-1809 där Danmark besegrade Sverige. Danskarna erövrade då Prestebakke, men svenskarna återtog staden fyra dagar senare. Många svenska soldater var från Skaraborgs regemente.
En svensk förpost om omkring 450 man under överstelöjtnant Lars Jacob von Knorring överrumplades av trupper ur Fredrikshalds garnison, och de flesta tillfångatogs.